# 内马尼亚·乌博维奇
内马尼亚·乌博维奇（1991年2月24日—），塞尔维亚男子水球运动员。他曾代表塞尔维亚国家队参加2024年夏季奥林匹克运动会男子水球比赛，获得一枚金牌。